# Pampanga (llengua)
|  | Per a altres significats, vegeu «Pampanga (desambiguació)». |

El pampanga és una llengua parlada a les Filipines que pertany a la família de les llengües austronèsies.
Es parla majoritàriament a les províncies de Pampanga i Tarlac, també és utilitzat en les províncies de Nueva Ecija, Bulacan i Bataan. És parlat en conjunt per uns 2,3 milions de persones.
La llengua també s'anomena kapampangan, i honoríficament en l'idioma pampanga: Amánung Sísuan, que significa "llengua alletada".

## Classificació
El kapampangan és una de les llengües de Luzon Central dins de la família de les llengües austronèsies. Els seus parents més propers són les llengües sambal de la província de Zambales província i el bolinao que es parla a la ciutat de Bolinao.
Aquestes llengües comparteixen el mateix reflex /j/ de la consonant protoaustronèsia *R.

## Fonètica
En el kapampangan estàndard hi ha 21 fonemes: 15 consonants i 5 vocals. Alguns dialectes occidentals tenen 6 vocals. L'estructura de la síl·laba és relativament simple i cada síl·laba conté almenys una vocal i una consonant.

### Vocals
Abans de l'arribada dels espanyols, el kapampangan tenia tres vocals [a], [i] i [u] (alguns dialectes també [ə]). Posteriorment, amb els manlleus lingüístics del castellà, es va ampliar a cinc vocals.
Hi ha:
- Una vocal oberta anterior no arrodonida [a]
- Una vocal semioberta anterior no arrodonida [ɛ]
- Una vocal tancada anterior no arrodonida [i]
- Una vocal semitancada posterior arrodonida [o]
- Una vocal tancada posterior arrodonida [u]

Hi ha quatre diftongs principals; /aɪ/, /oɪ/, /aʊ/, i /iʊ/.. No obstant això, en la majoria dels dialectes, incloent el pampanga estàndard, /aɪ/ i /aʊ/ es redueixen a /ɛ/ i /o/, respectivament.
Els monoftongs tenen al·lòfons en posicions àtones i finals de síl·laba:
- /a/ s'eleva lleugerament en posicions àtones excepte síl·labes finals
- /iu/ àtones es pronuncien generalment [ɪʊ] com en anglès "bit" i "book", respectivament, excepte les síl·labes finals.
- En les síl·labes finals, /i/ pot ser pronunciada [ɛ, i], i /o pot ser pronunciada [o, o].
  - deni / Reni (que significa "ells") pot ser pronunciat [dɛnɛ] / [ɾɛnɛ] o [dɛni] / [ɾɛni], Seli (que significa "comprat") pot ser pronunciat [sɛlɛ] o [sɛli], kekami (que significa " a nosaltres "[excepte tu]) es pot pronunciar [kɛkɐmɛ] o [kɛkɐmi], suerti es pot pronunciar [swɛɾtɛ] o [swɛɾti], sisilim (que significa "capvespre") pot ser pronunciat [sɪsilɛm] o [sɪsilim].
  - Kanu (que significa "ell va dir, ella va dir, van dir, es va dir, pel que sembla, segons els informes, suposadament") es pot pronunciar [kano] o [KANU], libru (que significa "llibre") pot ser pronunciat [libɾo] o [ libɾu], Ninu (que significa "qui") pot ser pronunciat [Nino] o [Ninu], Kaku (que significa "jo") es pot pronunciar [kako] o [Kaku], Kamaru (que significa "grill") es pot pronunciar [kamɐɾo] o [kamɐɾu].
- /e, o/ àtones es pronuncien generalment [ɪ, ʊ] respectivament, excepte les síl·labes finals.

### Consonants
A continuació es mostra una taula amb les consonants del kapampangan. Totes les fricatives no s'aspiren. La nasal velar es pot presentar en qualsevol posició en la paraula, fins i tot al principi. A diferència d'altres llengües filipines, el kapampangan no té cap fonema [h].
|           |           | Bilabial | Dental/ Alveolar | Palatal        | Velar  | Glotal |
| Oclusiva  | Sorda     | p        | t                |                | k      | – ʔ    |
| Oclusiva  | Sonora    | b        | d                |                | g      |        |
| Africada  | Sorda     |          |                  | (ts, tiy) [tʃ] |        |        |
| Africada  | Sonora    |          |                  | (diy) [dʒ]     |        |        |
| Fricativa | Fricativa |          | s                | (siy) ʃ        |        |        |
| Nasal     | Nasal     | m        | n                |                | ng [ŋ] |        |
| Lateral   | Lateral   |          | l                |                |        |        |
| Bategant  | Bategant  |          | r                |                |        |        |
| Semivocal | Semivocal | w        |                  | (y) [j]        |        |        |

- /k/ té una tendència a lenir-se a [x] entre vocals.
- [d] i [ɾ] són al·lòfons en Kapampangan i, per tant, de vegades intercanviables. Així, ''Nukarin la ring libru? pot ser Nukarin la ding libru? (Traducció: On són els llibres?)
- Una parada glotal que es produeix al final d'una paraula s'omet sovint quan és al mig d'una frase.

## Gramàtica

### Substantius
Els substantius en kapampangan no són flexius, tot i que estan precedits generalment per marcadors de cas. Hi ha tres tipus de marcadors de cas: absolutiu (nominatiu), ergatiu (genitiu), i oblic.
En contrast amb la majoria dels idiomes europeus, que són llengües nominativoacusatives, el kapampangan és una llengua ergativa. Sovint es creu erròniament que el kapampangan es parla sovint en veu passiva.
Els marcadors absolutius o nominatius marquen l'actor d'un verb intransitiu i l'objecte d'un verb transitiu.
Els marcadors ergatius o genitius marquen l'objecte (en general indefinit) d'un verb intransitiu i l'actor d'un ésser transitiu. També marca la possessió.
Els marcadors oblics són similars a les preposicions en català. Marquen coses com la ubicació i direcció.
A més, els marcadors de substantius es divideixen en dues classes: una per als noms de les persones (personal) i la segona per tota la resta (comuns).
A continuació es mostra un gràfic dels marcadors de cas.
|                   | Absolutiu | Ergatiu   | Oblic  |
| ----------------- | --------- | --------- | ------ |
| Comú singular     | ing       | -ng, ning | king   |
| Comú plural       | ding ring | ring      | karing |
| Personal singular | i         | -ng       | kang   |
| Personal plural   | di ri     | ri        | kari   |

Exemples:
Dintang ya ing lalaki.

"L'home va arribar."
Ikit neng Juan i Maria.

"En Juan va veure la Maria."
Munta ya i Elena ampo i Robertu king bale nang Miguel.

"Elena i Roberto aniran a la casa del Miguel."
Nukarin la ring libro?

"On són els llibres?"
Ibiye ke ing susi kang Carmen.

Donaré la clau a la Carmen.

### Pronoms
|                                | Absolutiu (Independent) | Absolutiu (Enclític) | Ergatiu  | Oblic            |
| ------------------------------ | ----------------------- | -------------------- | -------- | ---------------- |
| 1a persona del singular        | yaku, i aku, aku        | ku                   | ku       | kanaku, kaku     |
| 2a persona del singular        | ika                     | ka                   | mu       | keka             |
| 3a persona del singular        | iya, ya                 | ya                   | na       | keya, kaya       |
| 1a persona del dual            | ikata                   | kata, ta             | ta       | kekata           |
| 1a persona del plural inclusiu | ikatamu, itamu          | katamu, tamu         | tamu, ta | kekatamu, kekata |
| 1a persona del plural exclusiu | ikami, ike              | kami, ke             | mi       | kekami, keke     |
| 2a persona del plural          | ikayu, iko              | kayu, ko             | yu       | kekayu, keko     |
| 3a persona del plural          | ila                     | la                   | da ra    | karela           |

#### Exemples
Sinulat ku. 

"Vaig escriure."
Silatanan na ku. 

"(Ell o Ella) em va escriure."
Dintang ja. 

"(Ell o Ella) ha arribat." [Nota: Dintang ja = "Va arribar" o "Arriba"; Ha arribat = Dintang ne]
Sabien em Kaku. 

"Digues-m'ho"
Ninu ing minaus Keka? 

"Qui t'ha cridat?
Mamasa la. 

"Ells estan llegint."
Mamangan la ring babi? 

"Estan menjant els porcs?"
Els pronoms en genitiu segueixen la paraula que modifiquen. Els pronoms oblics poden prendre el lloc del pronom genitiu però precedir la paraula que modifiquen.
Ing bala ku. 

Ing kakung bala. / Eng kanakung bala. 

"La meva casa."
El doble pronom ikata es refereix només a la primera i segona persona.
El pronom inclusiu ikatamu ' es refereix a la primera i segona persones.
El pronom exclusiu ikamí es refereix a la primera i tercera persones, però exclou la segona.
Ala katang nasi.

"Nosaltres (tu i jo) no tenim arròs." [La paraula "vostè" aquí és singular]
Ala tamung nasi.

"Nosaltres (tu i jo i tots els altres en el nostre grup) no tenim arròs."
Ala keng nasi. / Ala kaming nasi.

"Nosaltres (algú més i jo, però no tu) no tenim arròs." [La tercera persona potser singular o plural, és a dir, "nosaltres" pot referir-se a "Ell / Ella i jo" o "Ells i jo"]
A més, el kapampangan es destaca entre moltes llengües filipines per requerir la presència del pronom encara que el substantiu al qual representa, o l'antecedent gramatical, estigui present.
Dintang ja i Erning. (No * dintang i Erning) 

"Ernie va arribar."
Mamasa la ri Maria at Juan. (no * mamasa ri Maria at Juan)

"La Maria i el Juan estan llegint."
Silatanan na kang José. (not * silatanan kang José)

"El José li va escriure."
A tall de comparació, seria similar a dir * dumating siya si Erning, * bumabasa sila sina Maria at Juan and * sinulatan ka niya ni José en tagal.

#### Formes especials
Els pronoms ya  i la tenen una forma especial quan s'utilitzen en combinació amb la paraula ati (hi ha) o ala (no hi ha).
- Ati yu king Pampanga Ell està (és) a Pampanga.
- Ala lu ring doktor keni. Els metges ja no són aquí.

Nota: per a alguns parlants de kapampangan (possiblement alguns dialectes), totes les formes anteriors es poden utilitzar:
Tant "ati yu" com "ati ya" són igualment correctes. La forma plural ("ell són") és "atilu" i "atila".
Tant "ala la" com "ala lu" són correctes en la forma plural. La forma singular és "ala ya" i "ala yu"

#### Combinacions de pronoms
L'ordre i les formes en què els pronoms en kapampangan apareixen a les oracions es resumeixen en la següent taula.
Els pronoms en kapampangan segueixen un cert ordre després de verbs o partícules com paraules de negació. El pronom enclític està sempre en primer lloc seguit per un altre pronom o marcador de discurs.
Ikit da ka.

"Et vaig veure."
Silatanan na ku. 

"Ell em va escriure."
No obstant això, les següents construccions són incorrectes: * ikit ka da i * silatanan ku na
A més, els pronoms es combinen per formar un pronom acrònim.
Ikit ke. (en lloc de Ikit ku ya) 

"Jo la vaig veure."
Dinan Kong pera. (En lloc de Dinan ku lang pera.) 

"Jo els donaré els diners."
Els pronoms compostos no s'utilitzen en general en les preguntes i durant l'ús de la paraula naman . D'altra banda,
Akakit me? (en lloc de akakit mu ya?) 

El veus? (L'has vist?)
Buri nya naman yan/buri ne murin yan. (en lloc de buri ne naman yan) 

A ell li agrada això, també
La següent taula descriu les combinacions permeses de pronoms. Hi ha entrades en blanc per denotar les combinacions que es consideren impossibles.
Els títols de les columnes (és a dir, yaku, ika, etc.) en negreta denoten els pronoms en el cas absolutiu mentre que les capçaleres de fila (és a dir, ku, mu, etc.) denoten els pronoms en el cas ergatiu.
|               | yaku 1 s        | ika 2 s         | ya 3 s                 | ikata 1 dual    | ikatamu 1 p inc.    | ikami 1 p exc.                  | ikayo 2 p                       | ila 3 p                               |
| ------------- | --------------- | --------------- | ---------------------- | --------------- | ------------------- | ------------------------------- | ------------------------------- | ------------------------------------- |
| ku 1 s        | (ing sarili ku) | da ka ra ka     | ke keya                | –               | –                   | –                               | da ko (ra ko) da kayu (ra kayu) | ko ku la                              |
| mu 2 s        | mu ku           | (ing sarili mu) | me mya                 | –               | –                   | mu ke mu kami                   | –                               | mo mu la                              |
| na 3 s        | na ku           | na ka           | ne nya (ing sarili na) | na kata         | na katamu           | na ke na kami                   | na ko na kayu                   | no nu la                              |
| ta 1 dual     | –               | –               | te tya                 | (ing sarili ta) | –                   | –                               | –                               | to ta la                              |
| tamu 1 p inc. | –               | –               | ta ya                  | –               | (ing sarili tamu)   | –                               | –                               | ta la                                 |
| mi 1 p exc.   | –               | da ka ra ka     | mi ya                  | –               | –                   | (ing sarili mi)                 | da ko (ra ko) da kayu (ra kayu) | mi la                                 |
| yu 2 p        | yu ku           | –               | ye ya                  | –               | –                   | yu ke yu kami                   | (ing sarili yu)                 | yo yu la                              |
| da 3 p        | da ku ra ku     | da ka ra ka     | de (re) dya            | da kata ra kata | da katamu ra katamu | da ke (ra ke) da kami (ra kami) | da ko(ra ko) da kayu (ra kayu)  | do (ro) da la (ra la) (ing sarili da) |

#### Pronoms demostratius
Els pronoms demostratius del kapampangan es resumeixen en la següent taula.
Aquest particular sistema dels pronoms demostratius es diferencia amb altres llengües filipines pel fet de tenir formes diferents per al singular i el plural.
|                                                | Absolutiu | Absolutiu | Ergatiu | Ergatiu  | Oblic  | Oblic    | Locatiu | Locatiu | Existencial |
| ---------------------------------------------- | --------- | --------- | ------- | -------- | ------ | -------- | ------- | ------- | ----------- |
| Singular                                       | Plural    | Singular  | Plural  | Singular | Plural | Singular | Plural  |         | Existencial |
| Més proper al parlant (això, aquí)             | ini       | deni reni | nini    | dareni   | canini | careni   | oyni    | oreni   | queni       |
| A prop de parlant i destinatari (aquest, aquí) | iti       | deti reti | niti    | dareti   | caniti | careti   | oyti    | oreti   | queti       |
| Destinatari més proper (aquell, ací, hi)       | iyan      | den ren   | niyan   | daren    | canyan | caren    | oyan    | oren    | quen        |
| Remot (el de més enllà)                        | ita       | deta reta | nita    | dareta   | canita | careta   | oyta    | oreta   | queta       |

### Verbs
En kapampangan els verbs són molt complexos i poden tenir una varietat d'afixos, flexions, aspectes, modes i altres.

#### Ambigüitats i irregularitats
Els verbs en kapampangan són més difícils que en altres llengües filipines, ja que alguns verbs pertanyen a conjugacions impredictibles i algunes formes verbals són ambigües.

#### Model de conjugació
Heus ací una taula amb afixos verbals bàsics en kapampangan.
|                                      | Infinitiu & Contemplatiu | Progressiu  | Complet                              |
| ------------------------------------ | ------------------------ | ----------- | ------------------------------------ |
| Focus de l'actor1a                   | -um-                     | CV-         | -in-                                 |
| Focus de l'actor1b                   | –                        | CV-         | -in- -i-                             |
| Focus de l'actor1c                   | m-                       | mVm-        | min- me-                             |
| Focus de l'actor²                    | mag-                     | mág-        | mig-, meg-                           |
| Focus de l'actor3                    | ma-                      | má-         | ne-                                  |
| Focus de l'actor4                    | maN-                     | máN-        | meN-                                 |
| Focus de l'objecte¹                  | -an                      | CV- ... -an | -in- -i- -e-                         |
| Focus de l'objecte² Focus benefactiu | i-                       | iCV-        | i- -in- i- -i- i- -e-                |
| Focus de l'objecte3 Focus locatiu    | -an                      | CV- ... -an | -in- ... -an -i- ... -an -e- ... -an |
| Focus de l'instrument                | ipaN-                    | páN-        | piN-, peN                            |
| Focus de la raó                      | ka-                      | ká-         | ke-                                  |

## Mostra de veu
Declaració Universal dels Drets Humans, article 1:

Ding sablang tau mibait lang malaya at pante-pante king karangalan at karapatan. Ila mipagkaluban lang katuliran at konsensiya ay dapat misaupan king diwang pamikapatiran.
Tots els éssers humans neixen lliures i iguals en dignitat i en drets. Són dotats de raó i de consciència, i han de comportar-se fraternalment els uns amb els altres.